# Novolukoml
Novolukoml (vitryska: Новалукомль) är en stad i Belarus. Den ligger i den norra delen av landet, 130 km nordost om huvudstaden Horad Mіnsk. Novolukoml ligger 175 meter över havet och antalet invånare är 13 072. Den ligger vid sjön Vozera Lukomskoje.

## Natur och klimat
Terrängen runt Novolukoml är platt. Novolukoml är det största samhället i trakten. 
Omgivningarna runt Novolukoml är en mosaik av jordbruksmark och naturlig växtlighet. Runt Novolukoml är det ganska glesbefolkat, med 28 invånare per kvadratkilometer.